# Huvudfoting

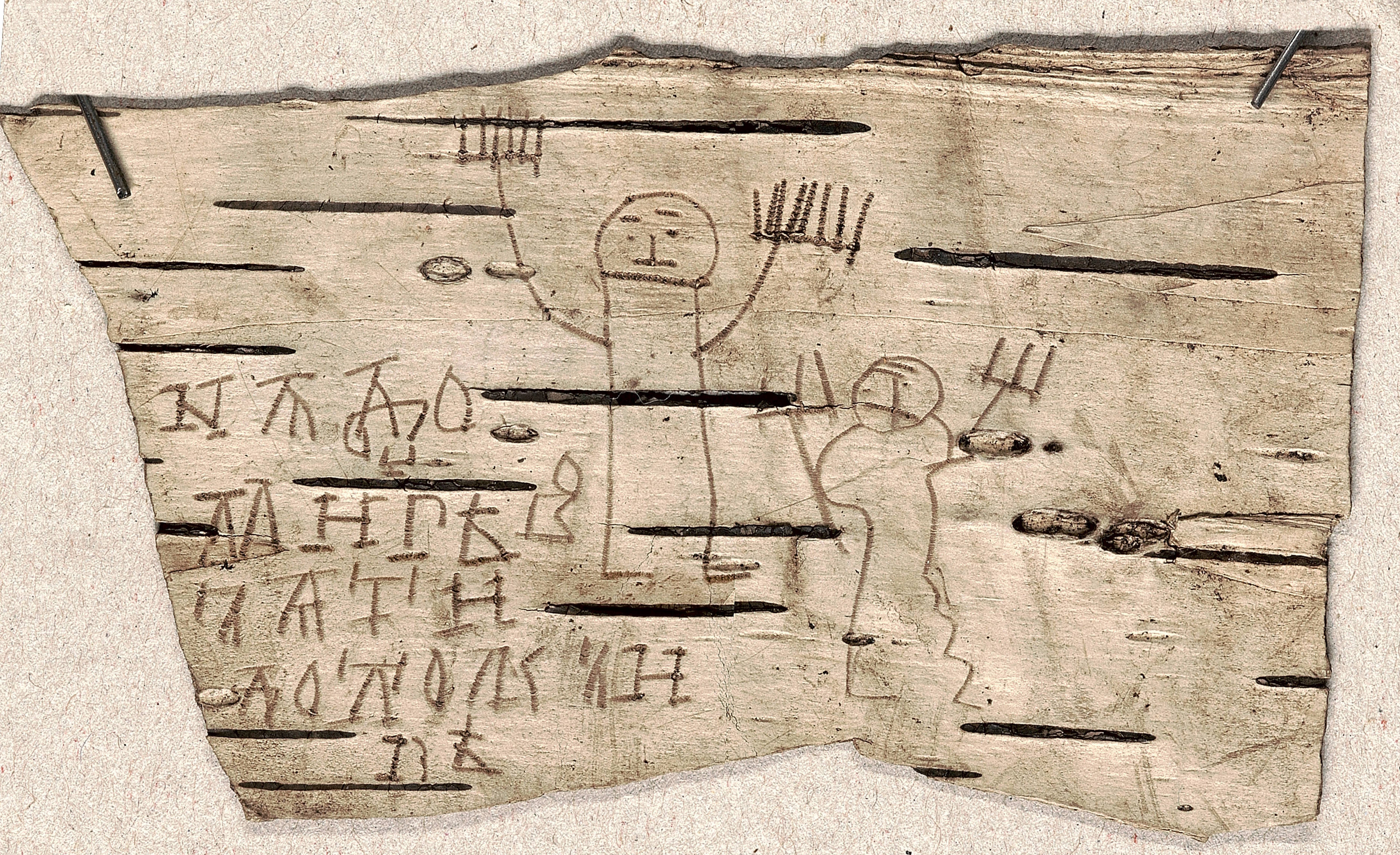
Huvudfoting ristad i näver av Onfim på 1200-talet.

En huvudfoting är en figur på vilken fötterna sitter direkt på huvudet. Huvudet är kroppen.

## Barnteckningar
Huvudfotingar är figurer som barn oftast ritar som sin första teckning av en människa. De ses som ett led i utvecklingen av barns förmåga att avbilda verkligheten.

## Seriefigurer
Det finns flera seriefigurer som är huvudfotingar, i skämtserier, barnserier och mindre allvarliga äventyrsserier. Svenska exempel är Gnuttarna och Jonas Darnells serie Herman Hedning.
SvampBob Fyrkant är en fyrkantig variant av huvudfoting.

## Bildgalleri

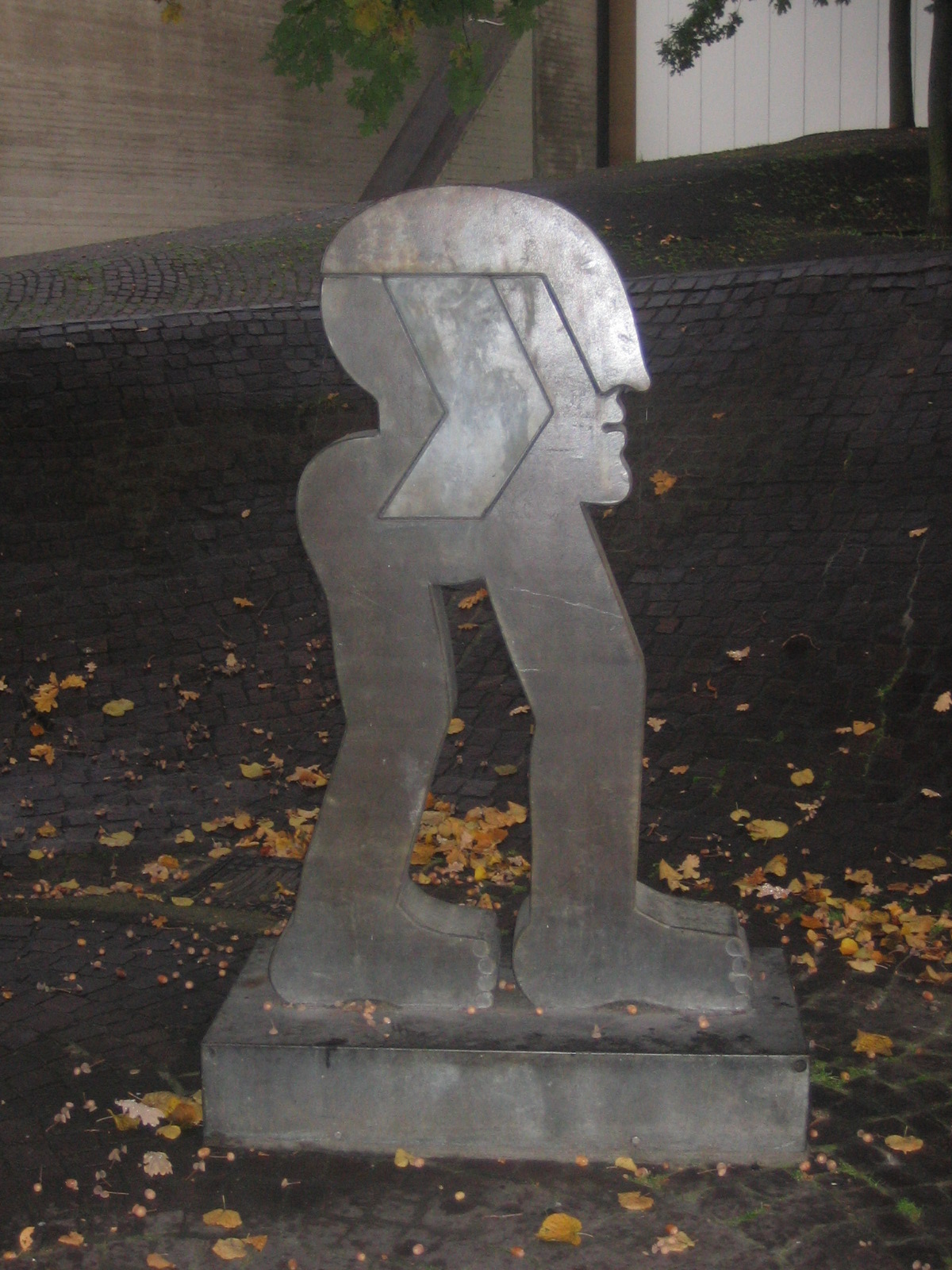
Skulptur av Horst Antes, utställd på offentlig plats i Hannover, Tyskland.
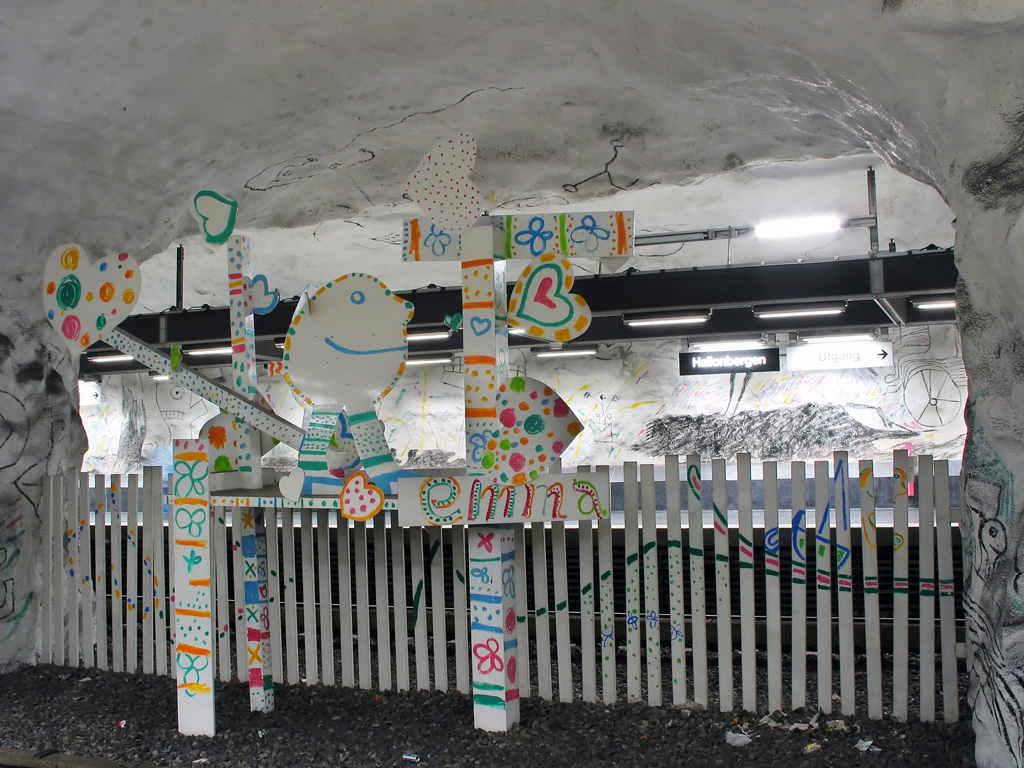
En huvudfoting pryder Hallonbergens station i Stockholms tunnelbana.